# Shell plc
Shell (anteriormente Royal Dutch Shell) é uma empresa multinacional petrolífera britânica com sede em Londres, que tem como principais atividades a refinação de petróleo e a extração de gás natural. A Shell é uma sociedade anônima com listagem primária na Bolsa de Valores de Londres (LSE) e listagens secundárias na Euronext Amsterdão e na Bolsa de Valores de Nova York. Uma das chamadas "sete irmãs", a Royal Dutch Shell é a terceira maior companhia petrolífera e líder da indústria petroquímica e de energia solar no mundo, além de ser a maior multinacional do planeta em termos de receita. Pesquisas realizadas em 2019 mostram que a Royal Dutch Shell, com emissões de 31,95 bilhões de toneladas de equivalente CO₂ desde 1965, foi a empresa com a sétima maior emissão do mundo durante esse período.
A Shell tem cinco atividades principais: exploração e produção, gás e energia, produtos petroquímicos, energia renovável e comércio/distribuição e opera em mais de 70 países no mundo. Ela também financia a oposição síria, destacando-se o líder da Al-jayš as-suri al-ħurr, Moaz al-Khatib.

## Origem do nome e do logotipo
A origem da marca Shell (que em inglês é concha) está vinculada as origens da Shell Transport and Trading Company. Em 1833, o pai do fundador, chamado Marcus Samuel, fundou um importante negócio para vender conchas marinhas a colecionadores de Londres. Ao colectar espécimes de conchas marinhas na zona do mar Cáspio em 1892, o jovem Samuel se deu conta de que havia potencial de exportar querosene desta região e pôs em serviço o primeiro navio construído para transportar petróleo do mundo, o Murex, para entrar neste mercado. Em 1907, a companhia já tinha uma frota de navio petroleiros.[carece de fontes?]
O logotipo da Shell é um dos símbolos comerciais mais conhecidos do mundo. É conhecido como "pecten", em alusão à concha Pecten maximus (popularmente conhecida por vieira), na qual foi baseada. A atual versão do logotipo, desenhada por Raymond Loewy, foi apresentada em 1971.[carece de fontes?]
A barra foi removida do nome "Royal Dutch/Shell" em 2005, simultaneamente com os movimentos para fundir as duas empresas legalmente separadas (Royal Dutch e Shell) na única entidade legal que existe hoje.
Em 15 de novembro de 2021, a Royal Dutch Shell plc anunciou planos para mudar seu nome para Shell plc.

### Evolução do logo

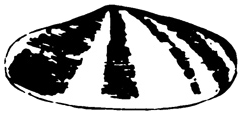
1900–1904
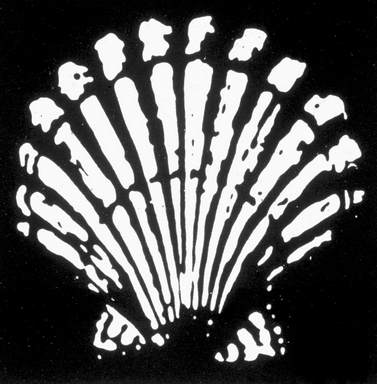
1904–1909
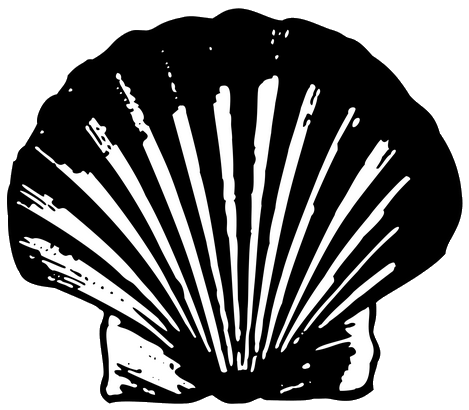
1909–1930
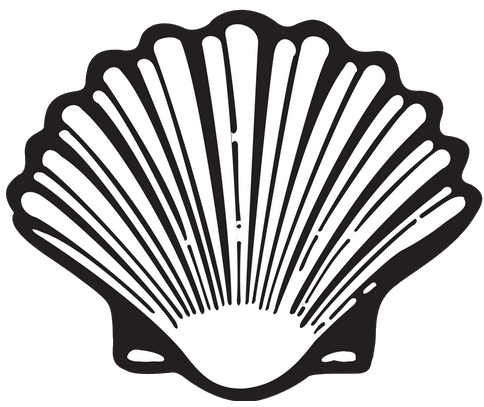
1930–1948
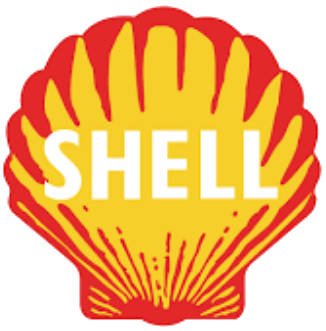
1948–55
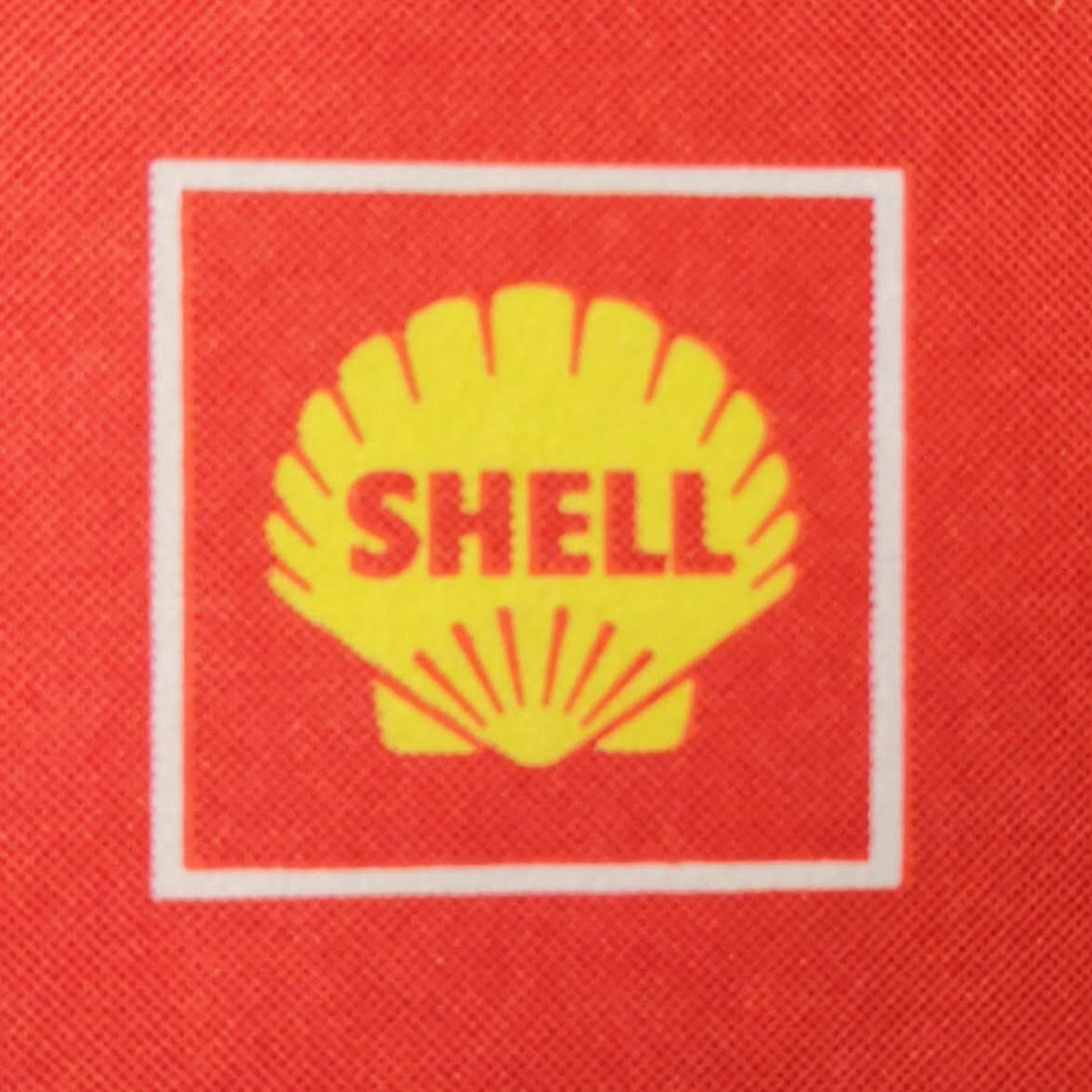
1955–70
1971–presente

## História

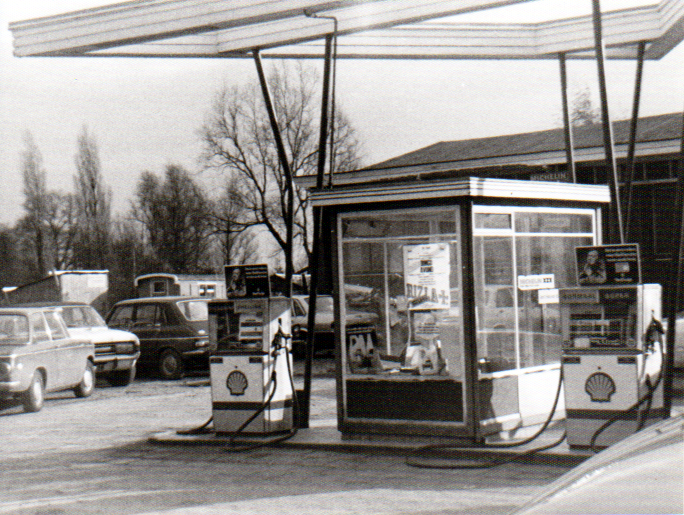
Posto Shell em Mijnsheerenland, nos Países Baixos, final dos anos 1970.

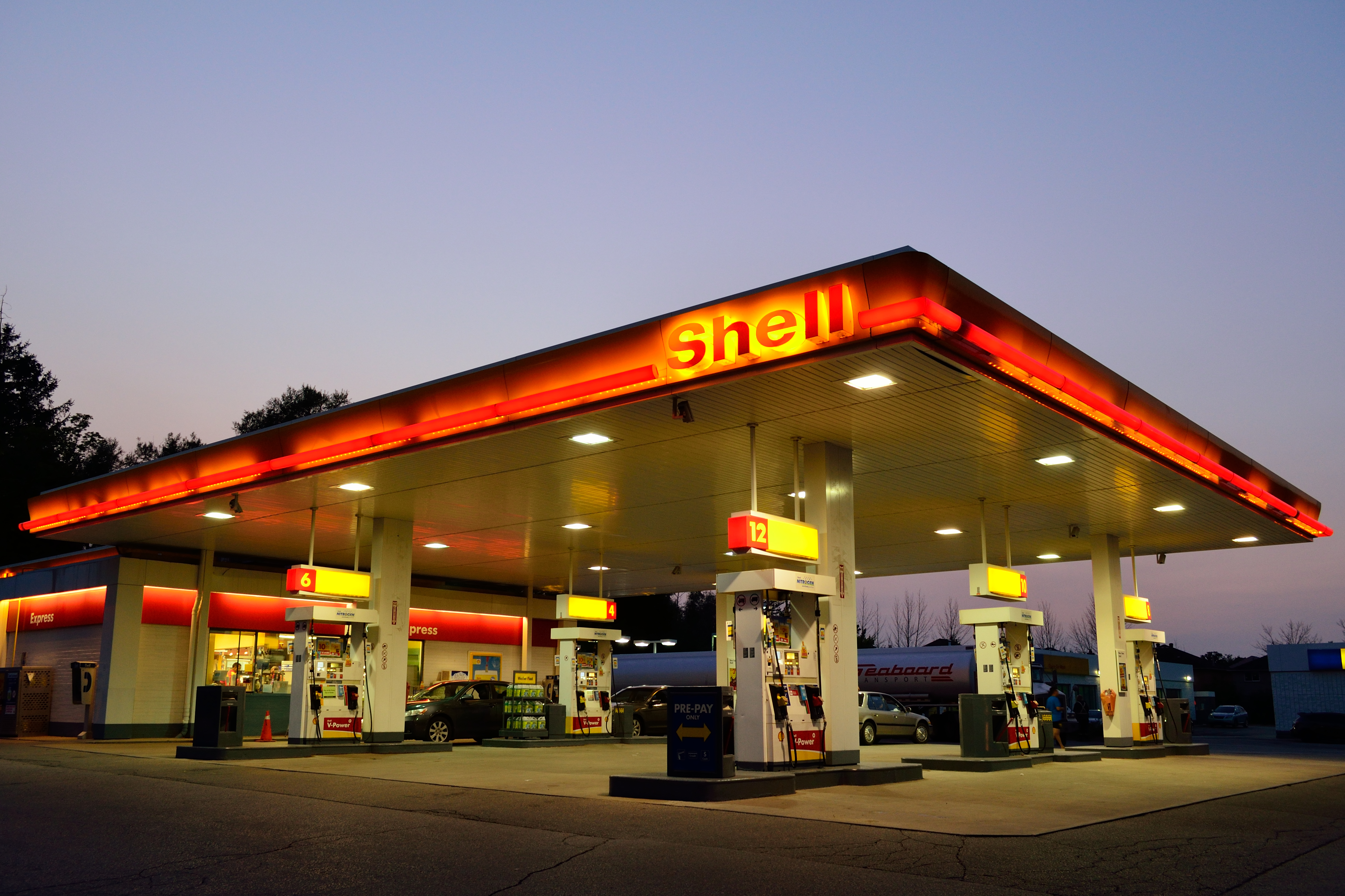
Posto Shell no Canadá.

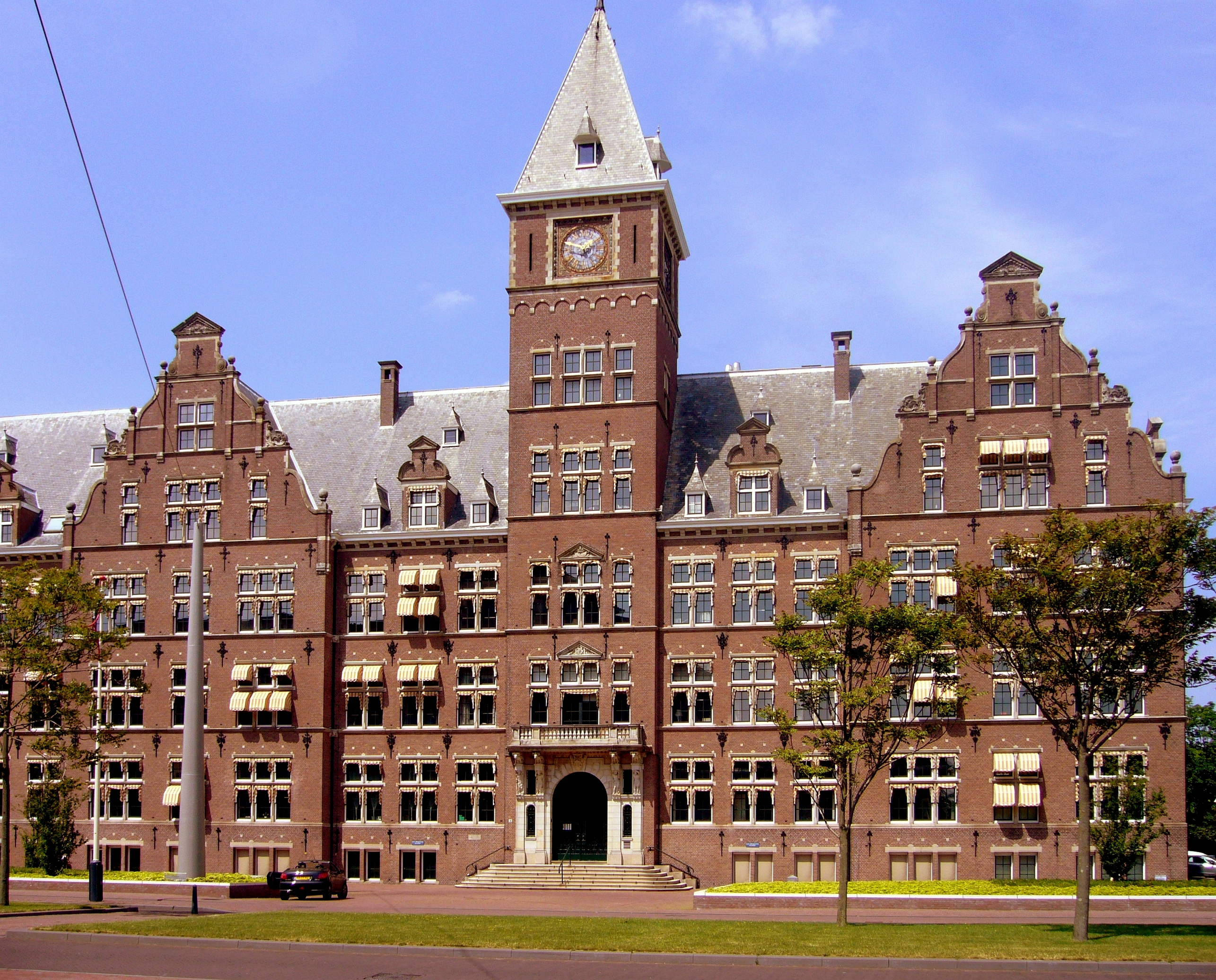
Antiga sede da Shell em Haia, nos Países Baixos.

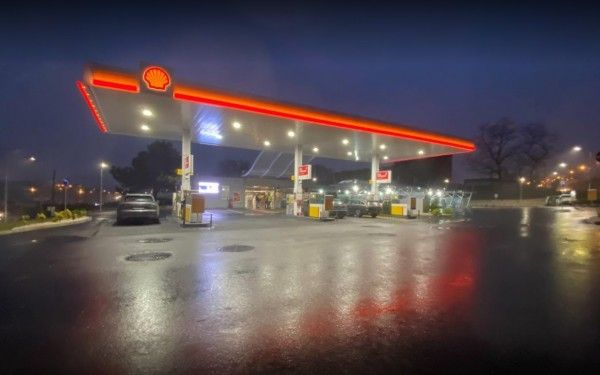
Posto Shell em Recarei, Leça do Balio, um dos primeiros a abrir em Portugal pela DISA.

O grupo Royal Dutch Shell foi fundado em 1907, quando a companhia Real Holandesa de Petróleos (em neerlandês:  N.V. Koninklijke Nederlandsche Petroleum Maatschappij) e a companhia Shell Transport and Trading Company Ltd fundiram suas operações a fim de competir mundialmente com a gigantesca companhia estadunidense Standard Oil. Antes da fusão, o grupo operava com uma série de acordos accionários e operatórios.[carece de fontes?] A Royal Dutch Petroleum Company era uma companhia Holandesa fundada em 1890 para desenvolver um campo petrolífero em Pangkalan Brandan, North Sumatra e inicialmente liderada por August Kessler, junto a Hugo Loudon e Henri Deterding, quando um estatuto real foi concedido pela rainha Guilhermina dos Países Baixos a uma pequena companhia de exploração petrolífera conhecida como Royal Dutch. A "Shell" Transport and Trading Company (as aspas faziam parte do nome legal) era uma companhia britânica fundada em 1897 por Marcus Samuel, 1º Visconde de Bearsted, e seu irmão Samuel Samuel. Seu pai era dono de uma empresa de antiguidades em Houndsditch, Londres que se expandiu em 1833 para importar e vender conchas, após o que a empresa "Shell" recebeu seu nome.[carece de fontes?]
Em 1919, a Shell tomou controle da Mexican Eagle Petroleum Company e, em 1921, formou Shell-Mex Limited, que comerciava produtos com as marcas Shell e Eagle no Reino Unido. Em 1931, parcialmente em resposta às difíceis condições econômicas daqueles tempos, Shell-Mex fundiu suas operações de mercado no Reino Unido com as da British Petroleum e criou a Shell-Mex and BP Ltd., uma companhia que funcionou até as marcas se separarem em 1975.[carece de fontes?]
Em novembro de 2004, foi anunciado que o grupo Shell se cambiaria a uma estrutura de capital simples, criando uma nova companhia que se chamaria Royal Dutch Shell Plc, com sua principal inscrição na bolsas de valores de Londres e de Amsterdã e sua sede central em Haia, nos Países Baixos. A unificação foi completada em 20 de julho de 2005. As ações foram emitidas em uma parcela de 60/40 para os accionários da Royal Dutch.[carece de fontes?]
No Brasil, em janeiro de 2010, a Shell e a Cosan integraram-se e formaram a Raízen. Dia 8 de abril de 2015, a Shell anunciou a compra da britânica BG Group por 47 bilhões de libras. O grupo resultante tornar-se-ia o principal parceiro da brasileira Petrobrás na exploração de petróleo em águas profundas.[carece de fontes?]
Em Portugal, a Shell entrou pela primeira vez no mercado em 26 de Outubro de 1910, dia em que o senhor Joseph William Henry Bleck registou a sua companhia com o nome "The Lisbon Coal and Oil Fuel Company Limited", mais tarde veio a participação direta da Shell em Portugal concretizada em 13 de Fevereiro de 1930, dia em que a anterior companhia foi substituída pela "Shell Company of Portugal, Limited", crescendo em números de postos nas décadas seguintes. Em 2004, vendeu as suas operações á companhia Espanhola Repsol, argumentando que estava à procura de outros mercados. Em 2017, anunciou que regressaria ao mercado Português em pareceria com a companhia Espanhola DISA, companhia que comprou as operações da Shell em Espanha também em 2004, embora tenha mantido a marca nos postos em Espanha. Em 2020, abre o primeiro posto Shell, depois de cerca de 15 anos sem estar em Portugal, desde então, tem crescido em número de postos, e atualmente ocupa a quarta posição em quota de mercado, em conjunto com a Prio, marca comprada também pela DISA em 2020.